# Glochinodontoides
Glochinodontoides es un género extinto de sinápsidos no-mamíferos.